# Stefan Wul
Stefan Wul (eigentlich Pierre Pairault; geboren am 27. März 1922 in Paris; gestorben am 26. November 2003) war ein französischer Science-Fiction-Autor.

## Leben und Werk
Pairault studierte zunächst Philosophie und Literaturwissenschaft, entschloss sich jedoch nach dem Examen, Zahnmedizin zu studieren. Neben seinem Beruf als Zahnarzt, den er ab 1945 bis zum Ruhestand 1989 ausübte, schrieb er in der zweiten Hälfte der 1950er Jahre elf Romane, mit denen er sich vor allem im französischsprachigen Raum einen Namen machte und bis heute Kultstatus genießt. Zwei seiner Werke dienten als Vorlage für bekannte Science-Fiction-Filme. Von dem französischen Regisseur René Laloux und unter Mitwirkung bekannter Künstler wie Jean 'Moebius' Giraud und Roland Topor wurden Oms en série als Der wilde Planet (Der phantastische Planet in der deutschen Fassung) und L’orphelin de Perdide (deutsch als Herrscher der Zeit) als Zeichentrickfilme umgesetzt. La Planète sauvage wurde 1975 für den Nebula Award nominiert. 1977 erschien sein letztes Werk, der Roman Noô, der 1986 mit dem Prix Julia-Verlanger ausgezeichnet wurde. Außerdem wurden ab 2012 eine ganze Reihe seiner Werke als Comic adaptiert.
Der Asteroid (213800) Stefanwul wurde 2010 nach ihm benannt.

## Bibliografie
Romane
- Retour à « 0 » (1956) 
  - Deutsch: Inferno Mond. Pabel (Utopia Zukunftsromane #242), 1960.
- Niourk (1957, auch: Gallimard, Paris 2001, ISBN 2-07-041953-3)
- Rayons pour Sidar (1957, auch: Gallimard, Paris 2007, ISBN 978-2-07-034547-2)
- La Peur Géante (1957, auch: Denoël, Paris 1997, ISBN 2-207-24735-X)
- Oms en Série (1957, auch: Gallimard, Paris 2000, ISBN 2-07-041560-0)
- Le Temple du passé (1957, auch: Denoël, Paris 1996, ISBN 2-207-50577-4)
- L'Orphelin de Perdide (1958, auch: Denoël, Paris 1993, ISBN 2-207-50536-7)
- La Mort vivante (1958, auch: Presses Pocket, Paris 1979, ISBN 2-266-00628-2)
- Piège sur Zarkass (1958, auch: Denoël, Paris 1996, ISBN 2-207-50576-6)
- Terminus 1 (1959, auch: Denoël, Paris 1994, ISBN 2-207-50570-7)
- Odyssée sous contrôle (1959, auch: Denoël, Paris 1993, ISBN 2-207-50561-8)
- Noô (1977, auch: Gallimard, Paris 2002, ISBN 2-07-042278-X)

Kurzgeschichten
- Le bruit (1957)
- Échec au plan 3 (1958)
- Expertise (1958)
- Il suffit d'un rien … (1958)
- Jeux de vestales (1960)
  - Deutsch: Spiele der Vestalinnen. In: Jörg Weigand (Hrsg.): Die Stimme des Wolfs: Science Fiction-Erzählungen aus Frankreich. Heyne Science Fiction & Fantasy #3482, 1976, ISBN 3-453-30361-X.
- Gwendoline (1961)
- L'archange (1982)
- Le loup botté (1996)

Werke
- Œuvres (1970)
- Œuvres complètes (1996/1997, 2 Bände)
- L’intégrale (2013–2014, 4 Bände)

## Adaptionen
Verfilmungen
- René Laloux (Regie): Der phantastische Planet[1]. 1973 (nach dem Roman Oms en Série).
- René Laloux (Regie): Herrscher der Zeit. 1982 (nach dem Roman L'orphelin de Perdide).

Comics
- Niourk (deutsch als Nuork beim All Verlag)
  - 1 L'Enfant noir (2012)
  - 2 La ville (2013)
  - 3 Alpha (2015)
- Oms en série
  - 1 Terr, sauvage (2012)
  - 2 L'Exom (2013)
  - 3 La Vielle-Terr (2017)
- La peur géante
  - 1 La révolte des océans (2013)
  - 2 L'ennemi des profondeurs (2015)
  - 3 La guerre des abysses (2016)
- Piège sur Zarkass
  - 1 Une chenille pour deux (2013)
  - 2 New Pondichery mon amour (2013)
  - 3 Gaïa, go home ! (2014)
- Le temple du passé
  - 1 Entrailles (2014)
  - 2 Envol (2015)
- Rayons pour Sidar
  - 1 Lorrain (2014)
  - 2 Lionel (2015)
- Retour à zéro (2015)
- Odyssée sous contrôle (2016)
- Terminus 1
  - 1 L'Homme à la valise (2016)
  - 2 Le Fruit défendu (2016)
- La mort vivante (2018) (deutsch als Die lebende Tote bei Splitter)
- L'Orphelin de Perdide
  - 1 Claudi (2018)
  - 2 Silbad (2019)